# Super Silva
Silvija Mišanović (Tuzla, 1980.) hrvatska je etno-pop-folk
pjevačica. Poznata je pod umjetničkim imenom Super Silva, a od 2005. pod imenom Silva.

## Životopis
Rođena je u Bosni i Hercegovini u Tuzli gdje je provela djetinjstvo. Odrasla je u obitelji rastavljenih roditelja. Živjela je s ocem i bakom u Tuzli. Nakon završene osnovne škole odselila se u Zagreb. Zbog financijskih razloga nije pohađala srednju školu. Sa šesnaest godina je započela glazbenu karijeru koju je obilježila narodna glazba. Kasnije se okrenula modernijim varijantama. Nakon teške prometne nesreća, oporavila se i vratila na glazbenu pozornicu. Do sada je objavila četiri albuma, a pjesme su joj pisali Siniša Vuco i Ivanka Luetić.

## Diskografija

### Studijski albumi
- 2000. Teška vremena,[4] Alfaton[5]
- 2003. Živi brzo,umri mlad[6]
- 2006. Totem (producent Boris Đurđević)[7]

### EP-ovi i singlovi
- 1996. "Idem da se ne vratim", maxi-singl[8] Croatia Records[3]
- 2006. singl "Euforija", promo
- 2009. singlovi "Ptsp" i "Gorivo za život"
- 2010. singl "Bijeg"

## Vanjske poveznice
- Discogs